# Răstoaca
Răstoaca is een Roemeense gemeente in het district Vrancea.
Răstoaca telt 2461 inwoners.
</text>